# Rhagonycha nigripes
Rhagonycha nigripes är en skalbaggsart som beskrevs av Ludwig Redtenbacher 1842. Rhagonycha nigripes ingår i släktet Rhagonycha, och familjen flugbaggar. Arten har ej påträffats i Sverige.